# Psary (powiat ostrowski)
Psary – wieś w Polsce położona w województwie wielkopolskim, w powiecie ostrowskim, w gminie Sieroszewice. Liczy 846 mieszkańców (dane z 31.03.2011 r.).

## Położenie
Położona w dolinie, nad rzeką Ołobok, w pobliżu ujścia do niej strugi Ciemnej, na wysokości ok. 120–130 m n.p.m., na skrzyżowaniu dróg powiatowych Biskupice Ołoboczne-Ołobok i Skalmierzyce-Rososzyca, ok. 13 km na wschód od Ostrowa (możliwość dojazdu autobusem MZK Ostrów Wielkopolski, linia nr 20 oraz autobusami PKS Ostrów Wielkopolski).

## Historia
Wzmiankowane w 1410 roku jako Psari, wieś prywatna, rycerska. W 1874 roku znaleziono tu skarb złożony z 30 srebrnych ozdób z X wieku. Z Psar pochodził ksiądz Stanisław Śniatała. Miejscowość przynależała administracyjnie przed rokiem 1887 do powiatu odolanowskiego, w latach 1975-1998 do województwa kaliskiego, a w latach 1887–1975 i od 1999 do powiatu ostrowskiego.

## Zabytki
- grodzisko,
- dwór Brodowskich, zbudowany po 1918 roku, złożony z piętrowych ryzalitów i kilku parterowych brył krytych dachami mansardowymi,
  - park krajobrazowy z II połowy XIX wieku, o powierzchni 4,4 ha, z wieloma starymi i pomnikowymi drzewami,
  - ustawione przy bramie do dworu rzeźby kamienne i głazy narzutowe oraz zwieńczenie kapliczki z XVII wieku.

## Przyroda
- Obszar Chronionego Krajobrazu Dolina Prosny i Kotlina Grabowska,
- Las Rososzyca,
- las nad Ciemną,
- las nad Ołobokiem,
- park krajobrazowy.